# Famille des Goranton-Hervé
Pour les articles homonymes, voir Famille de Vitré (homonymie).
Cette page explique l’histoire ou répertorie les différents membres de la famille des Goranton-Hervé.
La famille de Vitré, dite des Goranton-Hervé par opposition à celle des Robert-André, est une famille noble bretonne du Vendelais, possédant épisodiquement la baronnie de Vitré. À ce titre, ses membres se considéraient comme légitimes barons (ou miles, à minima), jusqu'au milieu du XIIe siècle.

## Possessions

### Vitré
Selon toute vraisemblance, Goranton Ier était le châtelain de Vitré sous Riwallon, qui siégeait alors à Marcillé.  Il est, en effet, cité dans trois actes d'Alain III entre 1024 et 1040. Ayant alors la garde des possessions du Vitréais et de son château, les Goranton-Hervé sont donc probablement les véritables premiers seigneurs de Vitré.
À partir du règne de Robert Ier, pourtant, la position de cette famille de châtelains pose problème : deux seigneurs règnent ainsi conjointement sur la baronnie. Mis-à-part quelques donations à des édifices religieux de la région, les Goranton-Hervé restent néanmoins dans l'ombre jusqu'en 1135, date à laquelle Conan III de Bretagne chasse Robert II le Vieux de Vitré, laissant Goranton III seul possesseur de la place,. Mais, à la suite de la défaite du duc en 1144 à la bataille du pont de Visseiche, le seigneur déchu reprend sa place et pousse Hervé III, fils de Goranton, à l'exil. Dès lors, les prétentions de cette famille sur Vitré furent réduites à néant.

### Acigné
En tant que seigneurs de Vitré, les Goranton-Hervé prétendaient aussi au titre de seigneur d'Acigné. Ainsi, ils se disaient tout autant de Vitré que d'Acigné. Une charte de Conan II parle ainsi de "Gorantonius filius Hervei de Vitriaco, Herveus filius Gorantoniis de Acinniaco". Michel Brand'Honneur qualifie ainsi cette lignée de parenté A, plusieurs familles étant possiblement possesseurs des lieux.

### Sérigné
Après son expulsion définitive de Vitré, Goranton IV fonde Sérigné, reconnue paroisse après 1164, où se tenait une motte castrale, un cimetière et quelques habitations. Le seigneur qui y siège est alors probablement son fils, Robert de Sérigné. Face à la concurrence du village de Chevré, paroisse des Robert-André située moins d'un kilomètre de là, Sérigné disparaît finalement quelques décennies plus tard, soit en même temps que la famille des Goranton-Hervé, qui perd toute prétention territoriale. Sérigné est néanmoins un toponyme toujours présent dans la région aujourd'hui.